# Veliž
Veliž (rusky Велиж) je město ve Smolenské oblasti v  Ruské federaci. Při sčítání lidu v roce 2010 měla přes sedm tisíc obyvatel.

## Poloha
Veliž leží na řece Západní Dvině, přítoku Rižského zálivu. Od Smolenska, správního střediska oblasti, je vzdálena přibližně 130 kilometrů severozápadně a leží tak v severozápadním cípu Smolenské oblasti, nedaleko hranic s Tverskou oblastí na severu a s Běloruskem na západě.

## Dějiny
První zmínka o Veliži je z 14. století. Od konce 15. století náležela Veliž k Moskevskému velkoknížectví. Za oficiální rok založení bývá pokládán rok 1536, kdy byla místo starého opevnění postavena nová pevnost.
Od roku 1580 do roku 1655 patřila Veliž do litevského velkoknížectví, pak byla do roku 1678 v držení ruského carství, následně opět do roku 1722 patřila do polsko-litevské unie a konečně od roku 1722 se stala trvale součástí Ruska.
V roce 1776 byla Veliž povýšena na město.
Za druhé světové války byla Veliž obsazena německou armádou od 14. července 1941 a dobyta zpět jednotkami Kalininského frontu Rudé armády byla 20. září 1943.

### Rodáci
- Maxim Zacharovič Penson (1893-1959), fotograf